# Campionato francese di hockey su pista femminile
Il campionato francese di hockey su pista femminile è l'insieme dei tornei istituiti ed organizzati dalla FFRS.
Dalla stagione 1995-96 esiste in Francia un campionato di massima divisione femminile.
I vincitori di tale torneo si fregiano del titolo di campioni di Francia; dall'origine a tutto il 2019 si sono tenute 23 edizioni del torneo.
La squadra che vanta il maggior numero di campionati vinti è l'Union Sportive Coutras con 11 successi.

## Statistiche

### Albo d'oro
| Edizione    | Vincitore         |
| ----------- | ----------------- |
| 1995 - 1996 | ASPTT Bordeaux    |
| 1996 - 1997 | Wasquehal         |
| 1997 - 1998 | ASPTT Bordeaux    |
| 1998 - 1999 | ASPTT Bordeaux    |
| 1999 - 2000 | CR Aquitaine      |
| 2000 - 2001 | Coutras           |
| 2001 - 2002 | CD Seine St Denis |
| 2002 - 2003 | Noisy-le-Grand    |
| 2003 - 2004 | Coutras           |
| 2004 - 2005 | Noisy-le-Grand    |

| Edizione    | Vincitore      |
| ----------- | -------------- |
| 2005 - 2006 | Noisy-le-Grand |
| 2006 - 2007 | Noisy-le-Grand |
| 2007 - 2008 | Noisy-le-Grand |
| 2008 - 2009 | Coutras        |
| 2009 - 2010 | Noisy-le-Grand |
| 2010 - 2011 | Coutras        |
| 2011 - 2012 | Coutras        |
| 2012 - 2013 | Coutras        |
| 2013 - 2014 | Noisy-le-Grand |
| 2014 - 2015 | Coutras        |

| Edizione    | Vincitore |
| ----------- | --------- |
| 2015 - 2016 | Coutras   |
| 2016 - 2017 | Coutras   |
| 2017 - 2018 | Coutras   |
| 2018 - 2019 | Coutras   |
| 2019 - 2020 |           |

### Riepilogo vittorie per squadra
| Numero | Club              | Anni                                                                                              |
| ------ | ----------------- | ------------------------------------------------------------------------------------------------- |
| 11     | Coutras           | 2000-01, 2003-04, 2008-09, 2010-11, 2011-12, 2012-13, 2014-15, 2015-16, 2016-17, 2017-18, 2018-19 |
| 7      | Noisy-le-Grand    | 2002-03, 2004-05, 2005-06, 2006-07, 2007-08, 2009-10, 2013-14                                     |
| 3      | ASPTT Bordeaux    | 1995-96, 1997-98, 1998-99                                                                         |
| 1      | CD Seine St Denis | 2001-02                                                                                           |
| 1      | CR Aquitaine      | 1999-00                                                                                           |
| 1      | Wasquehal         | 1996-97                                                                                           |